# Disperis neilgherrensis
Disperis neilgherrensis é uma espécie de orquídea terrestre muito variável que existe do sul da Índia até Nansei-shoto, e de Java a Palau, nas Carolinas. São plantas de raízes dotadas de pequenos tubérculos ovoides pubescentes, dos quais nascem caules com folhas macias bastante pequenas ao longo de seu comprimento. A inflorescência é terminal com flores ressupinadas. A sépala dorsal, fica disposta junto às pétalas formando conjunto ereto e côncavo. O labelo tem uma garra na base e encontra-se soldado ao pé da pequena coluna, que contém duas polínias. As flores secretam óleo, recolhido por abelhas rediviva, da família Melittidae, que polinizam as flores ao levarem as polínias em sua pernas.